# San José (El Salvador)
San José é um município localizado no departamento de La Unión, em El Salvador.